# Bojsen
Bojsen är en dansk släkt, härstammande från  hemmansägaren Boy Hansen i Emmerslev vid Højer.
Dennes son var Peter Outzen Boissen. Av hans söner blev tre bemärkta präster, Frederik Engelhardt Boisen (1808-1882) och Lars Nannestad Boisen (1803-1875) som även var orientalist och Peter Outzen Boisen. Söner till Fredrik Engelhardt var Frede Bojsen, Lars Peter Bojsen och Emil Bojsen, alla kända som framstående vänsterpolitiker, en syster till dem var kvinnosakskämpen Jutta Bojsen-Møller.